# Collegio di South East Cambridgeshire
South East Cambridgeshire è stato un collegio elettorale situato nel Cambridgeshire, nell'Est dell'Inghilterra, e rappresentato alla Camera dei comuni del Parlamento del Regno Unito. Eleggeva un membro del parlamento con il sistema first-past-the-post, ossia maggioritario a turno unico; il collegio è stato abolito in occasione della revisione periodica del 2024.

## Estensione
- 1983-1997: i ward del distretto di East Cambridgeshire di Bottisham, Burwell, Cheveley, Dullingham Villages, Ely North, Ely South, Ely West, Fordham Villages, Isleham, Soham, The Swaffhams e Woodditton e i ward del distretto di South Cambridgeshire di Abington, Balsham, Bar Hill, Castle Camps, Coton, Cottenham, Elsworth, Fulbourn, Girton, Histon, Linton, Longstanton, Milton, Over, Swavesey, Teversham, The Wilbrahams, Waterbeach e Willingham.
- 1997-2010: i ward del distretto di East Cambridgeshire di Bottisham, Burwell, Cheveley, Dullingham Villages, Ely North, Ely South, Ely West, Fordham Villages, Haddenham, Isleham, Soham, Stretham, The Swaffhams, Witchford e Woodditton e i ward del distretto di South Cambridgeshire di Abington, Balsham, Castle Camps, Cottenham, Fulbourn, Histon, Linton, Milton, Over, Teversham, The Wilbrahams, Waterbeach e Willingham.
- 2010-2024: i ward del distretto di East Cambridgeshire di Bottisham, Burwell, Cheveley, Dullingham Villages, Ely East, Ely North, Ely South, Ely West, Fordham Villages, Haddenham, Isleham, Soham North, Soham South, Stretham, and The Swaffhams e i ward del distretto di South Cambridgeshire di Balsham, Fulbourn, Histon and Impington, Linton, Milton, Teversham, The Wilbrahams, Waterbeach e Willingham and Over.

Il collegio comprendeva la parte orientale del distretto di South Cambridgeshire e la parte meridionale di East Cambridgeshire. Ely era la città più estesa dl collegio, e tra gli insediamenti minori vi erano Burwell, Fulbourn, Isleham, Linton, Milton, Soham e Waterbeach.

## Membri del parlamento
| Elezione | Elezione    | Deputato         | Partito          |
| -------- | ----------- | ---------------- | ---------------- |
|          | 1983        | Francis Pym      | Conservatore     |
| 1987     | Jim Paice   |                  | Conservatore     |
| 2015     | Lucy Frazer |                  | Conservatore     |
|          | 2024        | Collegio abolito | Collegio abolito |

## Elezioni

### Elezioni negli anni 2010
| Partito                    | Partito                                   | Candidato                  | Risultati 12 dicembre 2019 | Risultati 12 dicembre 2019 |
| Partito                    | Partito                                   | Candidato                  | Voti                       | %                          |
| -------------------------- | ----------------------------------------- | -------------------------- | -------------------------- | -------------------------- |
|                            | Conservatore                              | Lucy Frazer                | 32 187                     | 49,99                      |
|                            | Lib Dem                                   | Pippa Heylings             | 20 697                     | 32,15                      |
|                            | Laburista                                 | James Bull                 | 10 492                     | 16,30                      |
|                            | Indipendente                              | Edmund Fordham             | 1 009                      | 1,57                       |
|                            |                                           |                            |                            |                            |
| Iscritti                   | Iscritti                                  | Iscritti                   | 86 769                     | 100,00                     |
| ↳ Votanti (% su iscritti)  | ↳ Votanti (% su iscritti)                 | ↳ Votanti (% su iscritti)  | 64 385                     | 74,20                      |
| ↳ Astenuti (% su iscritti) | ↳ Astenuti (% su iscritti)                | ↳ Astenuti (% su iscritti) | 22 384                     | 25,80                      |
|                            |                                           |                            |                            |                            |
|                            | Esito: collegio confermato a Conservatore |                            |                            |                            |

| Partito                    | Partito                                   | Candidato                  | Risultati 8 giugno 2017 | Risultati 8 giugno 2017 |
| Partito                    | Partito                                   | Candidato                  | Voti                    | %                       |
| -------------------------- | ----------------------------------------- | -------------------------- | ----------------------- | ----------------------- |
|                            | Conservatore                              | Lucy Frazer                | 33 601                  | 53,33                   |
|                            | Laburista                                 | Huw Jones                  | 17 443                  | 27,69                   |
|                            | Lib Dem                                   | Lucy Nethsingha            | 11 958                  | 18,98                   |
|                            |                                           |                            |                         |                         |
| Iscritti                   | Iscritti                                  | Iscritti                   | 86 304                  | 100,00                  |
| ↳ Votanti (% su iscritti)  | ↳ Votanti (% su iscritti)                 | ↳ Votanti (% su iscritti)  | 63 002                  | 73,00                   |
| ↳ Astenuti (% su iscritti) | ↳ Astenuti (% su iscritti)                | ↳ Astenuti (% su iscritti) | 23 302                  | 27,00                   |
|                            |                                           |                            |                         |                         |
|                            | Esito: collegio confermato a Conservatore |                            |                         |                         |

| Partito                    | Partito                                   | Candidato                  | Risultati 7 maggio 2015 | Risultati 7 maggio 2015 |
| Partito                    | Partito                                   | Candidato                  | Voti                    | %                       |
| -------------------------- | ----------------------------------------- | -------------------------- | ----------------------- | ----------------------- |
|                            | Conservatore                              | Lucy Frazer                | 28 845                  | 48,47                   |
|                            | Lib Dem                                   | Jonathan Chatfield         | 12 008                  | 20,18                   |
|                            | Laburista                                 | Huw Jones                  | 9 013                   | 15,15                   |
|                            | UKIP                                      | Deborah Rennie             | 6 593                   | 11,08                   |
|                            | Verdi                                     | Clive Semmens              | 3 047                   | 5,12                    |
|                            |                                           |                            |                         |                         |
| Iscritti                   | Iscritti                                  | Iscritti                   | 84 525                  | 100,00                  |
| ↳ Votanti (% su iscritti)  | ↳ Votanti (% su iscritti)                 | ↳ Votanti (% su iscritti)  | 59 506                  | 70,40                   |
| ↳ Astenuti (% su iscritti) | ↳ Astenuti (% su iscritti)                | ↳ Astenuti (% su iscritti) | 25 019                  | 29,60                   |
|                            |                                           |                            |                         |                         |
|                            | Esito: collegio confermato a Conservatore |                            |                         |                         |

| Partito                    | Partito                                   | Candidato                  | Risultati 6 maggio 2010 | Risultati 6 maggio 2010 |
| Partito                    | Partito                                   | Candidato                  | Voti                    | %                       |
| -------------------------- | ----------------------------------------- | -------------------------- | ----------------------- | ----------------------- |
|                            | Conservatore                              | James Paice                | 27 629                  | 47,97                   |
|                            | Lib Dem                                   | Jonathan Chatfield         | 21 683                  | 37,64                   |
|                            | Laburista                                 | John Cowan                 | 4 380                   | 7,60                    |
|                            | UKIP                                      | Andy Monk                  | 2 138                   | 3,71                    |
|                            | Verdi                                     | Simon Sedgwick-Jell        | 766                     | 1,33                    |
|                            | Indipendente                              | Geoffrey Woollard          | 517                     | 0,90                    |
|                            | Popoli Cristiani                          | Daniel Bell                | 489                     | 0,85                    |
|                            |                                           |                            |                         |                         |
| Iscritti                   | Iscritti                                  | Iscritti                   | 83 119                  | 100,00                  |
| ↳ Votanti (% su iscritti)  | ↳ Votanti (% su iscritti)                 | ↳ Votanti (% su iscritti)  | 57 602                  | 69,30                   |
| ↳ Astenuti (% su iscritti) | ↳ Astenuti (% su iscritti)                | ↳ Astenuti (% su iscritti) | 25 517                  | 30,70                   |
|                            |                                           |                            |                         |                         |
|                            | Esito: collegio confermato a Conservatore |                            |                         |                         |

### Elezioni negli anni 2000
| Partito                    | Partito                                   | Candidato                  | Risultati 5 maggio 2005 | Risultati 5 maggio 2005 |
| Partito                    | Partito                                   | Candidato                  | Voti                    | %                       |
| -------------------------- | ----------------------------------------- | -------------------------- | ----------------------- | ----------------------- |
|                            | Conservatore                              | James Paice                | 26 374                  | 47,05                   |
|                            | Lib Dem                                   | Jonathan Chatfield         | 17 750                  | 31,66                   |
|                            | Laburista                                 | Fiona Ross                 | 11 936                  | 21,29                   |
|                            |                                           |                            |                         |                         |
| Iscritti                   | Iscritti                                  | Iscritti                   | 85 849                  | 100,00                  |
| ↳ Votanti (% su iscritti)  | ↳ Votanti (% su iscritti)                 | ↳ Votanti (% su iscritti)  | 56 060                  | 65,30                   |
| ↳ Astenuti (% su iscritti) | ↳ Astenuti (% su iscritti)                | ↳ Astenuti (% su iscritti) | 29 789                  | 34,70                   |
|                            |                                           |                            |                         |                         |
|                            | Esito: collegio confermato a Conservatore |                            |                         |                         |

| Partito                    | Partito                                   | Candidato                  | Risultati 7 giugno 2001 | Risultati 7 giugno 2001 |
| Partito                    | Partito                                   | Candidato                  | Voti                    | %                       |
| -------------------------- | ----------------------------------------- | -------------------------- | ----------------------- | ----------------------- |
|                            | Conservatore                              | James Paice                | 22 927                  | 44,19                   |
|                            | Lib Dem                                   | Sal Brinton                | 13 937                  | 26,86                   |
|                            | Laburista                                 | Andrew Inchley             | 13 714                  | 26,43                   |
|                            | UKIP                                      | Neil Scarr                 | 1 308                   | 2,52                    |
|                            |                                           |                            |                         |                         |
| Iscritti                   | Iscritti                                  | Iscritti                   | 81 710                  | 100,00                  |
| ↳ Votanti (% su iscritti)  | ↳ Votanti (% su iscritti)                 | ↳ Votanti (% su iscritti)  | 51 886                  | 63,50                   |
| ↳ Astenuti (% su iscritti) | ↳ Astenuti (% su iscritti)                | ↳ Astenuti (% su iscritti) | 29 824                  | 36,50                   |
|                            |                                           |                            |                         |                         |
|                            | Esito: collegio confermato a Conservatore |                            |                         |                         |

## Risultati dei referendum

### Referendum sulla permanenza del Regno Unito nell'Unione europea del 2016
|             | Collegio                  | Lasciare UE % | Rimanere in UE % |
| ----------- | ------------------------- | ------------- | ---------------- |
|             | South East Cambridgeshire | 44,9%         | 55,1%            |
|             | Inghilterra               | 53,3%         | 46,7%            |
| Regno Unito | 51,9%                     | 48,1%         |                  |